# Циклы фресок Падуи XIV века
Цикл фресок XIV века в Падуе (Италия) — объект Всемирного наследия ЮНЕСКО, включающий фрески XIV века в ряде зданий города Падуя, область Венето. Внесены в список в 2021 году.
В список Всемирного наследия включены фрески восьми зданий Падуи, как религиозных, так и светских, объединённых в четыре кластера. В них хранятся циклы фресок, написанные между 1302 и 1397 годами несколькими выдающимися художниками: Джотто, Гуариенто ди Арпо, Джусто де Менабуи, Альтикьеро да Зевио, Якопо д’Аванци и Якопо да Верона. Фрески Падуи XIV века стали новаторскими в своем способе изображения аллегорического повествования и использовали новый способ перспективы. Эмоции персонажей были показаны реалистично. На некоторых фресках заказчик был изображён, как один из персонажей истории. Этот новый стиль фресок послужил вдохновляющей основой для последующих столетий фресковой живописи в эпоху Возрождения в Италии и за её пределами.

## Список объектов
Объект Всемирного Наследия состоит из четырёх кластеров:
| Имя                                                                | Изображение                                  | Идентификатор | Описание |
| ------------------------------------------------------------------ | -------------------------------------------- | ------------- | --- |
| Капелла Скровеньи, Церковь Эремитани                               | Interior of the chapel, covered by frescos   | 1623-001      | Росписи капеллы выполнены в 1304—1305 годах Джотто на средства банкира Энрико Скровеньи. Фрески Джотто, созданные на грани между Средними веками и ранним Возрождением, стали новым этапом в изобразительном искусстве. В список ЮНЕСКО вошли фрески Гуариенто ди Арпо в апсиде церкви Эремитани (1361—1365), а также фрески Гуариенто в капелле Святого Антония (1338), Джусто де Менабуои в капелле Кортельери (1370) и капелле Шписсера (1373). В церкви Эремитани также находились знаменитые фрески капеллы Оветари, написанные в XV веке Мантеньей, но в результате бомбардировки они были практически полностью утеряны. |
| Палаццо делла Раджоне, капелла дворца Карарези, баптистерий собора | Interior of a large hall, covered by frescos | 1623-002      | В большом зале Палаццо делла Раджоне сохранились образцы фресковой живописи XIV века, изображающие сложные сюжеты, вдохновленные темой божественной и земной справедливости; они отражают композицию оригинального цикла фресок Джотто, вдохновленного замыслом Пьетро д’Абано. Фрески, написанные Гварьенто (1354) в капелле дворца Каррарези (некоторые из них сейчас находятся в музее Эремитани), славятся фигурами ангелов. В связи с тем, что капелла подверглась перепланировке и часть работ была перенесена со стен на панели, первоначальная композиция цикла остается загадкой для историков искусства, учитывая сложность изображения. Фрески баптистерия Падуи представляют собой шедевр Джусто де Менабуои, придворного художника Каррарези, выполненный по заказу семьи Франческо Старого, синьора Падуи. На относительно ограниченном пространстве баптистерия художник изобразил сцены и фигуры из Ветхого и Нового Завета, кульминацией которых является великолепная фигура Христа в раю, расположенная в центре купола. |
| Базилика и монастырь Святого Антония, Ораторий Святого Георгия     | Church altar, covered by frescos             | 1623-003      | В интерьере базилики находятся фрески следующих художников: Джотто в капелле Черной Мадонны, капелле Благословения и зале капитула; Джусто де Менабуои в капелле блаженного Луки Беллуди; Альтикьеро да Дзевио и Якопо Аванци в капелле Святого Иакова. Ораторий Святого Георгия, построенный в 1377 году в качестве семейного мавзолея маркиза Лупи ди Соранья, был украшен фресками Альтикьеро да Дзевио. Сохранились фрески со сценами из жизни Христа, Святого Георгия, Святой Катерины Алессандрийской и Святой Лючии, а также портреты членов аристократической семьи Лупи. |
| Ораторий Святого Михаила                                           |                                              | 1623-004      | Ораторий был построен важной семьей де Бови из Падуи и полностью украшен фресками Якопо да Верона, который ранее работал под руководством Альтикьеро да Дзевио в оратории Святого Георгия. Сцены из Евангелия перемежаются эпизодами из повседневной жизни, которые включают портреты ведущих деятелей Падуи XIV века. |